# 24 Karat Gold: Songs from the Vault
Stevie Nicks Dave Stewart Waddy Wachte è l'ottavo album discografico da solista della cantante statunitense Stevie Nicks (voce dei Fleetwood Mac), pubblicato nel 2014.

## Tracce
Tutte le tracce sono di Stevie Nicks, tranne dove indicato.
1. Starshine – 4:05
2. The Dealer – 4:38
3. Mabel Normand – 4:53
4. Blue Water (feat. Lady Antebellum) (Sharon Celani) – 4:26
5. Cathouse Blues – 2:48
6. 24 Karat Gold – 4:09
7. Hard Advice – 4:20
8. Lady – 4:57
9. I Don't Care – 6:09 (musica: Michael Campbell, Waddy Wachtel)
10. All the Beautiful Worlds – 5:01
11. Belle Fleur – 5:37
12. If You Were My Love – 5:00
13. Carousel (Vanessa Carlton cover) – 3:19 (musica: Carlton)
14. She Loves Him Still – 4:29 (musica: Mark Knopfler)

## Classifiche
| Classifica (2014)                   | Posizione raggiunta |
| ----------------------------------- | ------------------- |
| Official Albums Chart (Regno Unito) | 14                  |
| Billboard 200 (Stati Uniti)         | 7                   |